# Узелковый периартериит
 Узелковый периартериит — ведущее к прогрессирующей органной недостаточности воспалительное поражение артериальной стенки сосудов мелкого и среднего калибра с образованием микроаневризм. Морфологический характер изменений очень разнообразен. Превалируют фибриноидные изменения в стенках сосудов микроциркуляторного русла, проявляющаяся вакуолизацией ядер, кариорексисом, образованием гематоксилиновых телец; характерны интерстициальное воспаление, васкулиты, полисерозиты. Типичным для СКВ феноменом являются «волчаночные клетки» (фагоцитоз нейтрофильными лейкоцитами и макрофагами ядра клетки) и антинуклеарный, или волчаночный, фактор (антиядерные антитела). Наиболее тяжело при СКВ поражаются кожа, почки и сосуды. На коже лица отмечается красная «бабочка», которая морфологически представлена пролиферативно-деструктивными васкулитами в дерме, отеком сосочкового слоя, очаговой периваскулярной лимфогистиоцитарной инфильтрацией. Другим распространённым названием является узелковый полиартериит.

## История изучения

### Описание
Хотя заболевания сосудов были известны ещё в античные времена, состояния с воспалением сосудов (васкулиты) как самостоятельные клинические формы были описаны только в середине XIX века.
Первыми, кто подробно описал форму некротизирующего системного васкулита были Куссмауль и Майер в 1866 году, основываясь на истории болезни 27-летнего подмастерья портного. Они же и первыми употребили термин — «periarteritis nodosa» — узелковый периартериит. Описанное состояние Куссмауль и Майер рассматривали как «уникальное артериальное заболевание» и отличали его от инфекционных расстройств, в том числе трихинеллёза, дифтерии и сифилиса.
Ещё до их сообщения другие авторы описывали аневризматические расширения артерий воспалительной природы. Но в большинстве случаев сведений недостаточно для описания ситуаций как узелковый полиартериит. Ряд авторов считает. что первый случай узелкового периартериита был описан венским патологом Карлом Рокитанским в 1852 году. Тогда в своей статье «On some of the most important diseases of the arteries» — «О некоторых наиболее важных заболеваниях артерий» он описывал множественные аневризматические поражения артерий, отмеченные при вскрытии 23-летнего мужчины, который был госпитализирован с анамнезом кровавой диареи и лихорадки с болями в животе. Рокитанский опубликовал макроскопические описания аневризм в образцах, полученных при аутопсии. Он рассматривал описанный им случай как разновидность расслаивающей аневризмы, вызванной разрывом интимы и медии небольших артерий.
В России первое прижизненное описание узелкового полиартериита было сделано в 1928 году Евгением Тареевым. После дальнейшего изучения появились публикации глав по узелковому полиартерииту в монографиях «Клиника коллагеновых болезней» (Нестеров А. И., Сигидин Я. А., 1961) и «Коллагенозы» (Тареев Е. М., 1965).

### Изучение этиологии
Исторически изучалось пять этиологических гипотез узелкового полиартериита.
Первое время после описания больше всего учёных привлекала гипотеза сифилитического происхождения поражения сосудов, несмотря на то, что Куссмауль и Майер однозначно отвергали возможность сифилиса в своих наблюдениях. Однако ряд исследователей, например Шморль настаивали, что им просто не удалось выявить возбудителя.
По второй гипотезе ключевое значение в патогенезе узелкового периаретриита отводилось механическим факторам: артериальной гипертензии (Майер, Клемперер и Отани) или врождённая слабость внутреннего эластического слоя стенки сосудов (Эппингер).
По третьей гипотезе ослабление сосудистой стенки возникало вследствие воздействия токсических веществ, например алкоголя.
Самой популярной гипотезой состояла в том, что поражение артерий возникало после острого инфекционного заболевания (стрептококковой или стафилококковой, некой вирусной инфекции) при котором возбудитель оказывал напрямую или опосредованное токсинами действие на сосуды. Однако долгое время попытки обнаружения возбудителя оказывались неудачными. Тогда появилась новая теория.
В 1903 году Морис Артюс описал феномен местной анафилаксии, впоследствии получивший его имя. До 1950-х годов считалось. что основным патогенетическим фактором узелкового периартериита является именно феномен гиперчувствительности.
Только в 1947 году появилось первое сообщение о появлении узелкового полиартериита у больных, перенёсших «сывороточный» гепатит. К 1970-м годам коллективам Гока (Gocke) и Трепо (Trepo) удалось доказать взаимосвязь узелкового полиартериита с инфицированием вирусом гепатита B.

## Эпидемиология
Из-за редкости заболевания его эпидемиология изучена слабо. Ежегодно регистрируется 0,2-1 случай на 100 000 населения. Средний возраст начала заболевания 48 лет. Мужчины заболевают в 3-5 раз чаще, чем женщины.

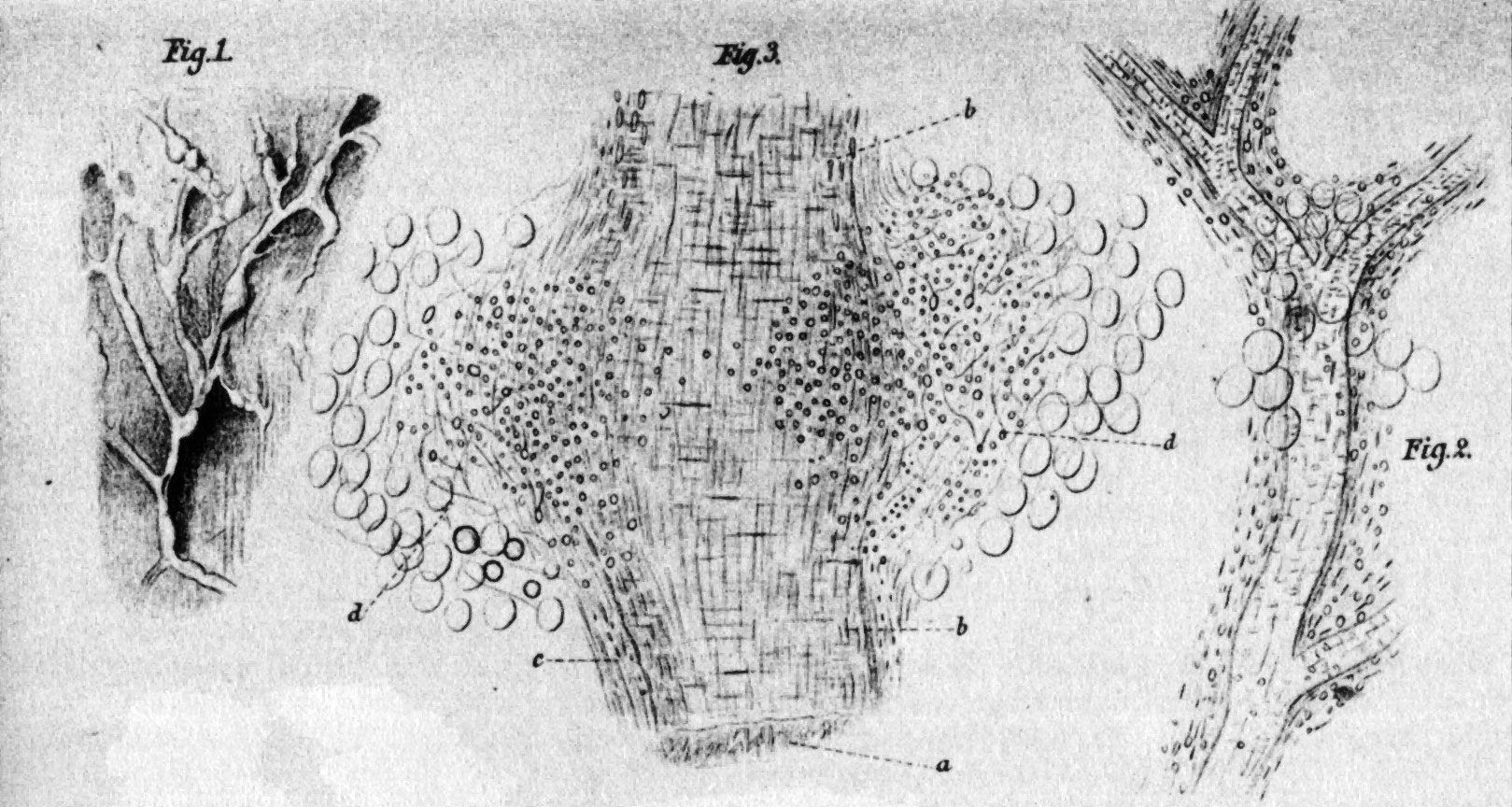
Микроскопические образцы тканей с узелковым полиартериитом

## Этиология
Однозначной причины заболевания нет. В настоящее время выявлено два основных фактора:
- непереносимость лекарств;
- персистирование вируса гепатита B.

Насчитывается уже около сотни медицинских препаратов, которые удалось связать с возникновением узелкового периартериита.
У 30-40 % больных в крови был обнаружен поверхностный антиген гепатита B (HBsAg) или иммунные комплексы включающие его, а также другие антигены гепатита B (HBeAg) и антитела к антигену HBcAg, образующиеся при репликации вируса. Известно, что во Франции частота HBV-ассоциированного узелкового полиартериита снизилась с 36 % в начале 1980-х годов до менее 5 % в 2000-х годах, что обусловлено массовой вакцинацией против гепатита B.
Также у 5-12 % больных обнаруживается вирус гепатита C, однако его роль возникновении заболевания пока не доказана. Рассматриваются и другие вирусы: ВИЧ, цитомегаловирус, вирус Эпштейна-Барр, краснухи, парвовирус В 19, человеческий Т-лимфотропный вирус 1 типа, но их роль пока не доказана.
Также опубликованы отдельные наблюдения о возникновении симптомов узелкового полиартериита после введения вакцины против гепатита B, гриппа.
Ещё один предполагаемый этиологический фактор — наследственная предрасположенность, но установить связь с определённым HLA-антигеном пока не удалось.

## Патогенез
Патогенез заключается в гипераллергической реакции организма в ответ на этиологические факторы, аутоиммунной реакции антиген-антитело (в том числе к сосудистой стенке), формировании иммунных комплексов.
Так как клетки эндотелия имеют рецепторы для Fc-фрагмента IgG и первой фракции комплемента Clq, это облегчает взаимодействие иммунных комплексов с сосудистой стенкой. Иммунные комплексы откладываются в сосудистой стенке, что приводит к развитию в ней иммунного воспаления.
Сформировавшиеся иммунные комплексы активируют комплемент, из-за чего происходит повреждение сосудов, а также образование хемотаксических веществ, которые привлекают в очаг поражения нейтрофилы. Они фагоцитируют иммунные комплексы, однако при этом происходит выделение лизосомальных протеолитических ферментов, повреждающих структуры сосудистой стенки. Также нейтрофилы способны прилипать к эндотелию и выделять в присутствии комплемента активированные кислородные радикалы, усугубляющие повреждения сосудов.
Также усиливается выделение эндотелием факторов, способствующих свёртыванию крови и тромбообразованию в воспалённом сосуде.

## Симптоматика
- Заболевание обычно начинается с общих синдромов: постоянная лихорадка, прогрессирующее похудение, мышечно-суставные боли. Лихорадка встречается у 95-100 % больных, обычно неправильного типа, не реагирующая на антибиотики, но исчезающая при кортикостероидах. Как правило исчезает в дальнейшем, при появлении органной патологии. Похудение при узелковом периартериите патогномично. В некоторых случаях масса тела уменьшается на 30-40 кг за несколько месяцев, а степень кахексии выше, чем при онкологических заболеваниях.
- Миалгии и, реже, артралгии встречаются в начале заболевания. Проявляются характерными болями в икроножных мышцах и крупных суставах.

При развитии узелкового периартериита наиболее часто встречаются органные патологии пяти типов. Они и определяют специфическую клиническую картину болезни.
- Поражение сосудов почек встречаются у 75-90 % больных. Появление симптомов свидетельствует о глубокой стадии течения заболевания. Обычно развивается артериальная гипертензия, стабильная, упорного течения, приводящая к тяжёлой ретинопатии и даже потере зрения.

В моче наблюдается протеинурия (1—3 г в сутки), микрогематурия, изредка макрогематурия.
У некоторых больных происходит разрыв аневризматически расширенного сосуда с образованием околопочечной гематомы.
Поражение почек при хроническом узелковом периартериите обычно приводит к развитию почечной недостаточности в течение 1-3 лет.
- При поражении сосудов органов и тканей брюшной полости симптомы нередко проявляются уже на ранних стадиях заболевания. Характерны боли в животе, разлитого характера, упорные, нарастающие по интенсивности.

Также характерны диспептические явления: обычно диарея с частотой стула до 6-10 раз в сутки с примесью крови. Встречаются анорексия, тошнота, рвота.
Вследствие перфорации язвы или гангрены кишечника нередко развивается перитонит. Возможны желудочно-кишечные кровотечения.
- У 50-70 % происходит поражение венечных сосудов сердца, хотя и обычно не сопровождающееся ангинозными болями.

Развиваются инфаркты миокарда, в основном мелкоочаговые. Быстро прогрессирует кардиосклероз, что приводит к нарушениям ритма, проводимости, сердечной недостаточности.
- Поражение лёгких встречается примерно у трети больных узелковым периартериитом.

Проявляется бронхоспазмами, гиперэозинофилией, эозинофильными лёгочными инфильтратами.
Типично развитие сосудистой пневмонии, характеризующейся кашлем со скудным количеством мокроты, изредка кровохарканием, нарастающими признаками дыхательной недостаточности.
Рентгенографическое исследование показывает резкое усиление сосудистого рисунка, напоминающее застойное лёгкое, инфильтрацию лёгочной ткани, преимущественно в прикорневых зонах.
- Поражение периферической нервной системы встречается примерно у половины заболевших.

Проявляется развитием асимметричного моно- или полиневрита. Наблюдаются резкие боли, парестезии, иногда парезы. В основном поражаются нижние конечности. Иногда развивается картина полимиелорадикулоневрита с парезом кистей и стоп.
У некоторых больных (15-30 %) можно выявить узелковые образования (и давшие название болезни) по ходу сосудистых стволов. Иногда встречаются язвенно-некротические изменения кожи.
Иногда поражение периферических сосудов при узелковом периартериите может привести к некрозу мягких тканей и развитию гангрены.

## Диагностика
Диагноз устанавливается на основании анамнеза (лекарственная аллергия, персистирование вируса гепатита B), типичной полисиндромной клинической картины заболевания, результатов лабораторных исследований.
Однако лабораторные исследования при узелковом периартериите неспецифичны. Их диагностическая ценность невелика, показатели отражают главным образом степень активности процесса.
Различаются следующие диагностические критерии узелкового периартериита:
- Похудение больше чем на 4 кг — потеря массы тела 4 кг и более с начала заболевания, не связанная с особенностями питания
- Сетчатое ливедо — ветвистое изменение рисунка кожи на конечностях и туловище
- Болезненность в яичках — ощущение болезненности в яичках, не связанное с инфекцией, травмой
- Миалгии, слабость или болезненность в мышцах ног — диффузные миалгии (исключая плечевой пояс или поясничную область) или слабость и болезненность в мышцах нижних конечностей
- Мононеврит или полинейропатия — развитие соответствующих неврологических проявлений
- Диастолическое артериальное давление больше 90 мм рт. ст — повышение артериального давления
- Повышение уровня мочевины или креатинина в крови — содержание мочевины больше 14.4 ммоль/л (40 мг%) или креатинина больше 133 мкмоль/л (1.5 мг%), не связанные с дегидратацией или обструкцией мочевыводящих путей
- Вирус гепатита B — наличие HBsAg или антител к нему в сыворотке крови
- Артериографические изменения — аневризмы или окклюзии висцеральных артерий при артериографии, не связанные с атеросклерозом, фибромышечной дисплазией и другими невоспалительными заболеваниями
- Биопсия мелких и средних артерий — гранулоцитарная и мононуклеарно-клеточная инфильтрация стенки сосуда при морфологическом исследовании

Наличие 3 и более любых критериев позволяет поставить диагноз узелкового периартериита.

## Лечение
Основой лечения являются глюкокортикоиды, которые наиболее эффективны при ранних стадиях заболевания.
При длительном применении преднизолона наблюдается стабилизация гипертензии, прогрессирование ретинопатии и почечной недостаточности. При остром течении возможно парадоксальное действие кортикостероидов с развитием множественных инфарктов. Также кортикостероиды могут резко ухудшить течение синдромов злокачественной гипертензии. Для снижения осложнений рекомендуется также применять цитотоксические препараты — циклофосфан и азатиоприн.

## Прогноз
При отсутствии лечения прогноз крайне неблагоприятен. Болезнь протекает молниеносно, или с периодическими обострениями на фоне неуклонного прогрессирования. Причиной смерти становятся почечная недостаточность, поражения ЖКТ (особенно инфаркт кишечника с перфорацией), сердечно-сосудистые патологии. Часто поражение почек, сердца и ЦНС усугубляется за счёт упорной артериальной гипертонии, с которой связаны поздние осложнения.
Пятилетняя выживаемость без лечения не превышает 13 %, при лечении кортикостероидами достигает 40 %. Трудовой прогноз сомнителен из-за стойкости осложнений болезни — периферических и центральных параличей, тяжёлой гипертонии, поражения сердца и других.